# Липовичское княжество

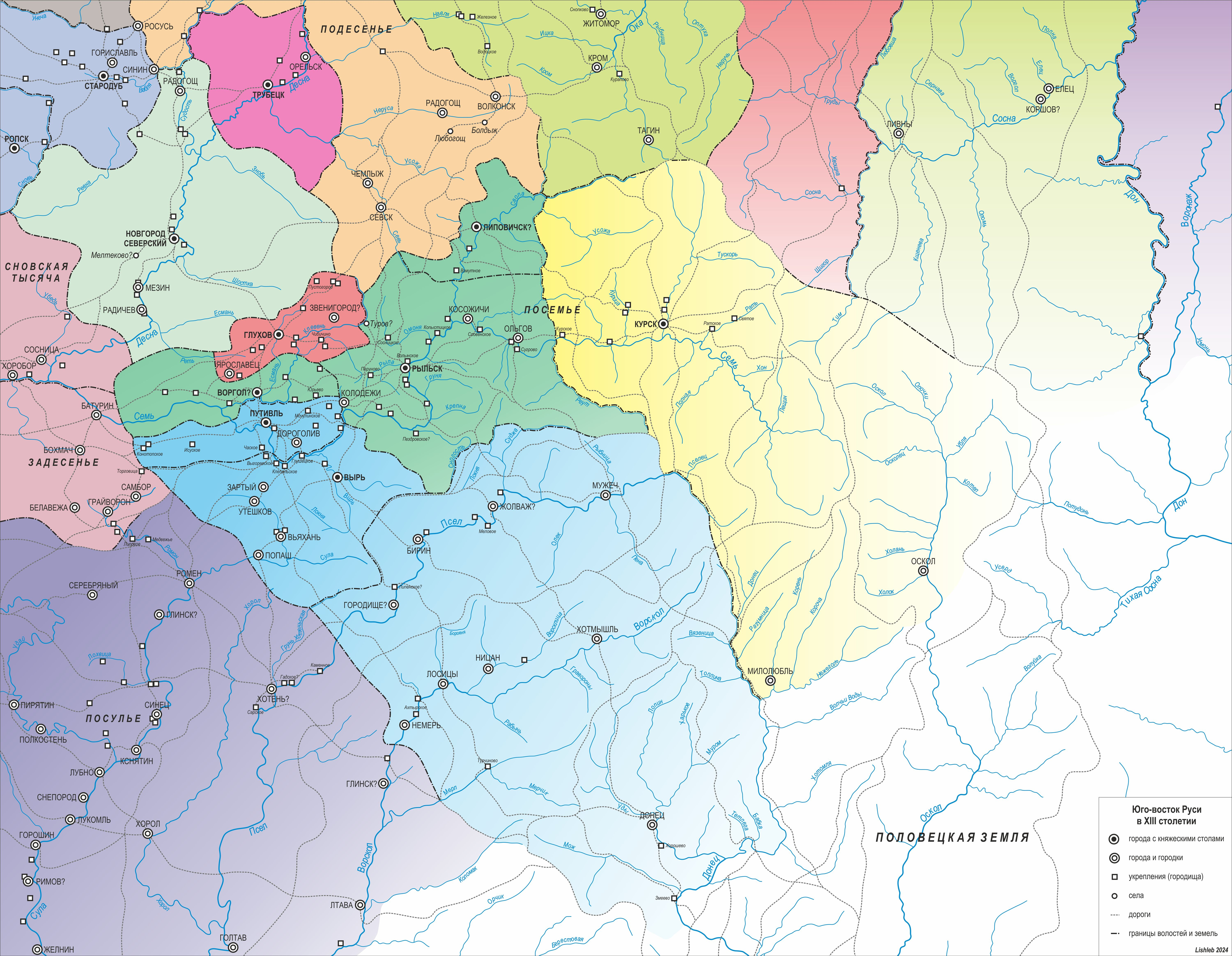
Гипотетическое расположение Липовичска на карте юго-востока Руси (северная часть Рыльского княжества)

Липовичское кня́жество (иногда также — Липецкое княжество) — удельное княжество, впервые упоминаемое в летописях под 1283 годом. Месторасположение и точное название столицы княжества достоверно неизвестны.

## История
Липовичское княжество выделилось из Новгород-Северского княжества, которое, в свою очередь, было самым крупным уделом Черниговской земли. К концу XII века от Новгород-Северского княжества откололись Курское, Путивльское, Рыльское и Трубчевское княжества. В XIII веке Северская земля, как и многие другие русские области, подверглась нашествию монголов.
Под 1283 годом в Лаврентьевской летописи упоминаются князья Святослав Липовичский и Олег Рыльский и Воргольский, начавшие борьбу против курского баскака Ахмата. В 1284 году ордынский темник Ногай послал армию, разорившую княжество Олега. В следующем году Святослав убил направленного Ахматом посла, а недовольный этим Олег Рыльский переметнулся к татарам и начал войну против бывшего союзника. В результате Святослав погиб, а князем стал его брат Александр. Он заманил Олега в ловушку и убил его вместе с сыновьями. Хронологически близкие к событиям письменные источники ясно сообщают, что война Святослава и Олега с Ахматом происходила «в княжении Курскиа области».
Больше о Липовичском княжестве ничего не известно.

## Месторасположение и название столицы
Название столицы князя Святослава Липовичского не упоминается напрямую, однако, исходя из титула князя, историки реконструируют его как «Липовичск» или «Липовическ». Н. М. Карамзин отождествил стольный город Святослава с современным ему Липецком, за что был раскритикован С. М. Соловьёвым. К началу XX века среди учёных прочно укоренилось мнение, что никакого отношения к указанному городу Святослав не имел, однако географическая привязка его владений к бассейну реки Воронеж до сих пор популярна среди некоторых липецких исследователей. В 1902 году историк А. И. Бунин высказал гипотезу, согласно которой и этот «Липецк», и летописные Вороножские леса находились в области рек Сейма и Десны. В этом районе, к северо-западу от Глухова (ныне в Сумской области Украины), находится посёлок Воронеж (в прошлом город), где в 1960-е годы были выявлены многочисленные древние памятники культуры и архитектуры.
Точное местонахождение Липовичского княжества и его столицы остаётся неизвестным. На соотнесение с Липовичском претендуют разные археологические объекты, один из наиболее вероятных — городище у села Старый Город (Курская область). Также высказывались гипотезы о расположении Липовичска в районе современного города Сумы, на месте Липинского городища близ деревни Липиной Октябрьского района Курской области, или же у села Городище Рыльского района.

## Происхождение Липовичских князей
Точное происхождение Липецких князей в летописях не зафиксировано. В настоящий момент существует 2 версии:

### Ветвь Трубчевских князей
По этой версии Липовичские князья были сыновьями или внуками Андрея Святославича, князя Трубчевского.
|  |  | Всеволод Святославич Буй-Тур (1153?—1196) князь Трубчевский, Путивльский и Курский | Всеволод Святославич Буй-Тур (1153?—1196) князь Трубчевский, Путивльский и Курский | Всеволод Святославич Буй-Тур (1153?—1196) князь Трубчевский, Путивльский и Курский | Всеволод Святославич Буй-Тур (1153?—1196) князь Трубчевский, Путивльский и Курский | Всеволод Святославич Буй-Тур (1153?—1196) князь Трубчевский, Путивльский и Курский | Всеволод Святославич Буй-Тур (1153?—1196) князь Трубчевский, Путивльский и Курский |                                                                        |                                       |                                       |                                       |                                       |                                       | Ольга, дочь Глеба Юрьевича, великого князя Киевского | Ольга, дочь Глеба Юрьевича, великого князя Киевского | Ольга, дочь Глеба Юрьевича, великого князя Киевского | Ольга, дочь Глеба Юрьевича, великого князя Киевского | Ольга, дочь Глеба Юрьевича, великого князя Киевского | Ольга, дочь Глеба Юрьевича, великого князя Киевского |                                                     |                                                     |                                                     |                                                     |                                                     |                                                     |  |  |  |  |  |  |  |  |  |  |  |  |
|  |  | Всеволод Святославич Буй-Тур (1153?—1196) князь Трубчевский, Путивльский и Курский | Всеволод Святославич Буй-Тур (1153?—1196) князь Трубчевский, Путивльский и Курский | Всеволод Святославич Буй-Тур (1153?—1196) князь Трубчевский, Путивльский и Курский | Всеволод Святославич Буй-Тур (1153?—1196) князь Трубчевский, Путивльский и Курский | Всеволод Святославич Буй-Тур (1153?—1196) князь Трубчевский, Путивльский и Курский | Всеволод Святославич Буй-Тур (1153?—1196) князь Трубчевский, Путивльский и Курский |                                                                        |                                       |                                       |                                       |                                       |                                       | Ольга, дочь Глеба Юрьевича, великого князя Киевского | Ольга, дочь Глеба Юрьевича, великого князя Киевского | Ольга, дочь Глеба Юрьевича, великого князя Киевского | Ольга, дочь Глеба Юрьевича, великого князя Киевского | Ольга, дочь Глеба Юрьевича, великого князя Киевского | Ольга, дочь Глеба Юрьевича, великого князя Киевского |                                                     |                                                     |                                                     |                                                     |                                                     |                                                     |  |  |  |  |  |  |  |  |  |  |  |  |
|  |  |                                                                                    |                                                                                    |                                                                                    |                                                                                    |                                                                                    |                                                                                    |                                                                        |                                       |                                       |                                       |                                       |                                       |                                                      |                                                      |                                                      |                                                      |                                                      |                                                      |                                                     |                                                     |                                                     |                                                     |                                                     |                                                     |  |  |  |  |  |  |  |  |  |  |  |  |
|  |  |                                                                                    |                                                                                    |                                                                                    |                                                                                    |                                                                                    |                                                                                    | Святослав Всеволодович, (ум. после 1232) князь Трубчевский жена: Мария |                                       |                                       |                                       |                                       |                                       |                                                      |                                                      |                                                      |                                                      |                                                      |                                                      |                                                     |                                                     |                                                     |                                                     |                                                     |                                                     |  |  |  |  |  |  |  |  |  |  |  |  |
|  |  |                                                                                    |                                                                                    |                                                                                    |                                                                                    |                                                                                    |                                                                                    |                                                                        |                                       |                                       |                                       |                                       |                                       |                                                      |                                                      |                                                      |                                                      |                                                      |                                                      |                                                     |                                                     |                                                     |                                                     |                                                     |                                                     |  |  |  |  |  |  |  |  |  |  |  |  |
|  |  |                                                                                    |                                                                                    |                                                                                    |                                                                                    |                                                                                    |                                                                                    |                                                                        |                                       |                                       |                                       |                                       |                                       |                                                      |                                                      |                                                      |                                                      |                                                      |                                                      |                                                     |                                                     |                                                     |                                                     |                                                     |                                                     |  |  |  |  |  |  |  |  |  |  |  |  |
|  |  |                                                                                    |                                                                                    | Василий, князь Трубчевский                                                         | Василий, князь Трубчевский                                                         | Василий, князь Трубчевский                                                         | Василий, князь Трубчевский                                                         | Василий, князь Трубчевский                                             | Василий, князь Трубчевский            |                                       |                                       |                                       |                                       | Андрей (ум. после 1232) князь Трубчевский            | Андрей (ум. после 1232) князь Трубчевский            | Андрей (ум. после 1232) князь Трубчевский            | Андрей (ум. после 1232) князь Трубчевский            | Андрей (ум. после 1232) князь Трубчевский            | Андрей (ум. после 1232) князь Трубчевский            |                                                     |                                                     |                                                     |                                                     |                                                     |                                                     |  |  |  |  |  |  |  |  |  |  |  |  |
|  |  |                                                                                    |                                                                                    | Василий, князь Трубчевский                                                         | Василий, князь Трубчевский                                                         | Василий, князь Трубчевский                                                         | Василий, князь Трубчевский                                                         | Василий, князь Трубчевский                                             | Василий, князь Трубчевский            |                                       |                                       |                                       |                                       | Андрей (ум. после 1232) князь Трубчевский            | Андрей (ум. после 1232) князь Трубчевский            | Андрей (ум. после 1232) князь Трубчевский            | Андрей (ум. после 1232) князь Трубчевский            | Андрей (ум. после 1232) князь Трубчевский            | Андрей (ум. после 1232) князь Трубчевский            |                                                     |                                                     |                                                     |                                                     |                                                     |                                                     |  |  |  |  |  |  |  |  |  |  |  |  |
|  |  |                                                                                    |                                                                                    |                                                                                    |                                                                                    |                                                                                    |                                                                                    |                                                                        |                                       |                                       |                                       |                                       |                                       |                                                      |                                                      |                                                      |                                                      |                                                      |                                                      |                                                     |                                                     |                                                     |                                                     |                                                     |                                                     |  |  |  |  |  |  |  |  |  |  |  |  |
|  |  |                                                                                    |                                                                                    |                                                                                    |                                                                                    |                                                                                    |                                                                                    | Святослав (ум.1285) князь Липовичский                                  | Святослав (ум.1285) князь Липовичский | Святослав (ум.1285) князь Липовичский | Святослав (ум.1285) князь Липовичский | Святослав (ум.1285) князь Липовичский | Святослав (ум.1285) князь Липовичский |                                                      |                                                      |                                                      |                                                      |                                                      |                                                      | Александр (ум. после 1285) князь Липовичский с 1285 | Александр (ум. после 1285) князь Липовичский с 1285 | Александр (ум. после 1285) князь Липовичский с 1285 | Александр (ум. после 1285) князь Липовичский с 1285 | Александр (ум. после 1285) князь Липовичский с 1285 | Александр (ум. после 1285) князь Липовичский с 1285 |  |  |  |  |  |  |  |  |  |  |  |  |

### Ветвь Рыльских князей
По этой версии Липовичские князья были потомками Мстислава Святославича (ум.1241), князя Рыльского.
|  |  |                       |                       |                       |                       |                       |                       |  |  | Святослав Ольгович (1166—после 1191) князь Рыльский жена: Евдокия |                                              |                                              |                                              |                                              |                                              |  |  |                    |                    |                    |                    |                                                     |                                                     |                                                     |                                                     |                                                     |                                                     |  |  |  |  |  |  |  |  |  |  |  |  |  |  |  |  |  |  |
|  |  |                       |                       |                       |                       |                       |                       |  |  |                                                                   |                                              |                                              |                                              |                                              |                                              |  |  |                    |                    |                    |                    |                                                     |                                                     |                                                     |                                                     |                                                     |                                                     |  |  |  |  |  |  |  |  |  |  |  |  |  |  |  |  |  |  |
|  |  |                       |                       |                       |                       |                       |                       |  |  | Мстислав (ум. 1241) князь Рыльский                                |                                              |                                              |                                              |                                              |                                              |  |  |                    |                    |                    |                    |                                                     |                                                     |                                                     |                                                     |                                                     |                                                     |  |  |  |  |  |  |  |  |  |  |  |  |  |  |  |  |  |  |
|  |  |                       |                       |                       |                       |                       |                       |  |  |                                                                   |                                              |                                              |                                              |                                              |                                              |  |  |                    |                    |                    |                    |                                                     |                                                     |                                                     |                                                     |                                                     |                                                     |  |  |  |  |  |  |  |  |  |  |  |  |  |  |  |  |  |  |
|  |  |                       |                       |                       |                       |                       |                       |  |  |                                                                   |                                              |                                              |                                              |                                              |                                              |  |  |                    |                    |                    |                    |                                                     |                                                     |                                                     |                                                     |                                                     |                                                     |  |  |  |  |  |  |  |  |  |  |  |  |  |  |  |  |  |  |
|  |  | Андрей князь Рыльский | Андрей князь Рыльский | Андрей князь Рыльский | Андрей князь Рыльский | Андрей князь Рыльский | Андрей князь Рыльский |  |  | Олег (ум. 1285) князь Рыльский и Воргольский                      | Олег (ум. 1285) князь Рыльский и Воргольский | Олег (ум. 1285) князь Рыльский и Воргольский | Олег (ум. 1285) князь Рыльский и Воргольский | Олег (ум. 1285) князь Рыльский и Воргольский | Олег (ум. 1285) князь Рыльский и Воргольский |  |  | N, князь Липецкий? | N, князь Липецкий? | N, князь Липецкий? | N, князь Липецкий? | N, князь Липецкий?                                  | N, князь Липецкий?                                  |                                                     |                                                     |                                                     |                                                     |  |  |  |  |  |  |  |  |  |  |  |  |  |  |  |  |  |  |
|  |  | Андрей князь Рыльский | Андрей князь Рыльский | Андрей князь Рыльский | Андрей князь Рыльский | Андрей князь Рыльский | Андрей князь Рыльский |  |  | Олег (ум. 1285) князь Рыльский и Воргольский                      | Олег (ум. 1285) князь Рыльский и Воргольский | Олег (ум. 1285) князь Рыльский и Воргольский | Олег (ум. 1285) князь Рыльский и Воргольский | Олег (ум. 1285) князь Рыльский и Воргольский | Олег (ум. 1285) князь Рыльский и Воргольский |  |  | N, князь Липецкий? | N, князь Липецкий? | N, князь Липецкий? | N, князь Липецкий? | N, князь Липецкий?                                  | N, князь Липецкий?                                  |                                                     |                                                     |                                                     |                                                     |  |  |  |  |  |  |  |  |  |  |  |  |  |  |  |  |  |  |
|  |  |                       |                       |                       |                       |                       |                       |  |  |                                                                   |                                              |                                              |                                              |                                              |                                              |  |  |                    |                    |                    |                    |                                                     |                                                     |                                                     |                                                     |                                                     |                                                     |  |  |  |  |  |  |  |  |  |  |  |  |  |  |  |  |  |  |
|  |  |                       |                       |                       |                       |                       |                       |  |  | Святослав (ум.1285) князь Липовичский                             | Святослав (ум.1285) князь Липовичский        | Святослав (ум.1285) князь Липовичский        | Святослав (ум.1285) князь Липовичский        | Святослав (ум.1285) князь Липовичский        | Святослав (ум.1285) князь Липовичский        |  |  |                    |                    |                    |                    | Александр (ум. после 1285) князь Липовичский с 1285 | Александр (ум. после 1285) князь Липовичский с 1285 | Александр (ум. после 1285) князь Липовичский с 1285 | Александр (ум. после 1285) князь Липовичский с 1285 | Александр (ум. после 1285) князь Липовичский с 1285 | Александр (ум. после 1285) князь Липовичский с 1285 |  |  |  |  |  |  |  |  |  |  |  |  |  |  |  |  |  |  |

## Список князей липовичских
- ???? — 1285 : Святослав Липовичский (ум.1285)
- 1285 — ???? : Александр Липовичский (ум. после 1285)